# 송지현 (핸드볼 선수)
송지현(宋芝賢, 1969년 1월 23일~)은 대한민국의 핸드볼 선수로 포지션은 골키퍼이다. 1988년 하계 올림픽에서 금메달을 따는데 기여했다. 

## 학력
- 대구신천국민학교 졸업
- 대구청라중학교[1] 졸업
- 대구제일고등학교 졸업
- 초당대학교 졸업